# Финес и Ферб (сезон 2)
Второй сезон Финеса и Ферба начался на канале Disney XD 19 февраля 2009 года, на канале Disney Channel 27 марта 2009 года. Предварительный просмотр сезона был 23 января 2009 года на канале Toon Disney.
В России показ второго сезона шёл на канале СТС с 1 мая 2010 года по 1 мая 2011 года, догоняя премьеры в США. На канале Disney Channel Russia показ начался 10 октября 2010 года, а закончился специальной серией «Лето — твоя пора» в день летнего солнцестояния — 22 июня 2011 года.

## Эпизоды
| № общий | № в сезоне | Название                                                                                               | Режиссёр                            | Автор сценария | Премьера         | Премьера                 | Премьера                                          | Код     |
| № общий | № в сезоне | Название                                                                                               | Режиссёр                            | Автор сценария | США              | США + Европа — Disney XD | Россия (Канал СТС)                                | Код     |
| --- | ---------- | --- | ----------------------------------- | --- | ---------------- | ------------------------ | ------------------------------------------------- | ------- |
| 48 | 1          | «Лохносское чудовище» «The Lake Nose Monster»                                                          | Роберт Ф. Хьюз                      | Сюжет: Ричард Гудман Сценарий: Джон Колтон Бэрри и Пьеро Пилузо | 27 марта 2009    | 19 февраля 2009          | 1 мая 2010                                        | 201     |
| Финес и Ферб на подводной исследовательской станции ищут в Лохносском озере Лохносское чудовище (Носси), и им это удаётся, но оказывается, что Носси хочет сохранить своё существование в тайне. В это время Кендэс вместе с Джереми работает спасателем на пляже, а доктор Фуфелшмертц хочет собрать из озера весь цинк, хотя и не может придумать, как с его помощью причинить зло. |            | |                                     | |                  |                          |                                                   |         |
| 49 | 2          | «Интервью с утконосом» «Interview With a Platypus»                                                     | Зак Монкриф                         | Сюжет: Джон Колтон Бэрри Сценарий: Антуан Гильбо и Ким Роберсон | 8 мая 2009       | 20 февраля 2009          | 2 мая 2010                                        | 202a    |
| Финес и Ферб конструируют «ПэриВодчик», чтобы узнать, осмысленны ли издаваемые Пэри звуки, но оказалось, что им можно выслушать проблемы любых животных, и братья решают помочь всем. В это время Кендэс пришла к Джереми играть в «Адскую мясорубку 3», но пудель Сьюзи ей всё время мешает, а по возвращении домой её атакуют обиженные ею интервьюируемые животные. Фуфелшмертц вознамерился взорвать дамбу и затопить все улицы Денвилля, чтобы превратить его в подобие Венеции и заставить жителей покупать плавающие автомобили его собственного производства. |            | |                                     | |                  |                          |                                                   |         |
| 50 | 3          | «Слово дня» «Tip of the Day»                                                                           | Роберт Ф. Хьюз                      | Сюжет: Дэвид Шэйн Сценарий: Джон Колтон Бэрри и Пьеро Пилузо | 8 мая 2009       | 20 февраля 2009          | 2 мая 2010                                        | 202b    |
| Финес и Ферб удивлены, что никто не знает названия наконечник шнурка от ботинок. Они узнают это у Балджита и организуют целую кампанию по популяризации этого слова. Фуфелшмертц не может выйти из дому из-за насмешек, потому что в интернет попал и стал хитом видеоролик, где он в юности был заснят катающимся на роликовых коньках в смешном виде. Используя прибор, предоставленный Перри, он улучшает свой -инатор, так что теперь он может стереть то, о чём он думает, и со всех носителей, и из памяти жителей города, но перед самым пуском своего прибора он вспомнил о концах шнурков. |            | |                                     | |                  |                          |                                                   |         |
| 51 | 4          | «Атака 50-футовой сестры» «Attack of the 50 Foot Sister»                                               | Зак Монкриф                         | Сюжет: Билл Мотц и Боб Рот Сценарий: Джон Колтон Бэрри и Пьеро Пилузо | 1 мая 2009       | 21 февраля 2009          | 3 мая 2010                                        | 203a    |
| Балджит просит Финеса и Ферба помочь победить в конкурсе на самый большой арбуз, и они обрабатывают его эликсиром роста. Кендэс стремится стать новой «Клёвой Девчонкой», но ей надо подрасти на два сантиметра, и она тайком берет у братьев эликсир. Сначала все идет хорошо, но его действие не останавливается на двух сантиметрах, и она вырастает до 50 футов. За контракт с ней начинается борьба между директорами шоу уродов и конкурса на «самую клёвую девчонку». Доктора Фуфелшмертца раздражает шум веселья на Среднелетнем фестивале, и он собирается отравить его запахом грязных памперсов, но по ошибке заряжает в свой «-инатор» эликсир роста. |            | |                                     | |                  |                          |                                                   |         |
| 52 | 5          | «Аквафеерия» «Backyard Aquarium»                                                                       | Роберт Ф. Хьюз                      | Сюжет: Йен Киркман Сценарий: Джо Арантио и Майк Рот | 1 мая 2009       | 21 февраля 2009          | 3 мая 2010                                        | 203b    |
| У Финеса и Ферба появляется золотая рыбка и они делают для неё огромный морской аквариум, а потом запускают в него косаток и дельфинов и устраивают аквашоу у себя во дворе. Кендэс никак не может дождаться обещанного звонка от Джереми и вдруг оказывается вовлеченной в шоу братьев. Фуфелшмертц хочет заморозить все хот-доги в Триштатье своим «Мстителенатором», чтобы отомстить продавцам хот-догов за свои унижения в те времена, когда он был продавцом сарделек, и монополизировать рынок фаст-фуда своими сардельками. |            | |                                     | |                  |                          |                                                   |         |
| 53 | 6          | «День ожившего желе» «Day of the Living Gelatin»                                                       | Зак Монкриф                         | Сюжет: Майкл Райан Сценарий: Майк Рот и Джо Арантио | 15 мая 2009      | 28 февраля 2009          | 8 мая 2010                                        | 204a    |
| Кендэс устраивает десертную вечеринку, и ради Джереми все блюда должны быть приготовлены из желе. Финес и Ферб готовят огромное желе в бассейне Изабеллы. Фуфелшмертц изобретает «Взлопревращателенатор» и случайно превращает желе братьев в желатинового монстра. |            | |                                     | |                  |                          |                                                   |         |
| 54 | 7          | «Элементарно, дорогая Стейси» «Elementary My Dear Stacy»                                               | Зак Монкриф                         | Сюжет: Джон Колтон Бэрри Сценарий: Антуан Гильбо и Ким Робертсон | 15 мая 2009      | 28 февраля 2009          | 8 мая 2010                                        | 204b    |
| На каникулах в Лондоне к семье Флинн-Флетчеров присоединяется Стейси. Она и Кендэс всю ночь читают книги о Шерлоке Холмсе. Кендэс предлагает Стейси прижучить братьев по дедукции Шерлока Холмса. Стейси отводится роль доктора Ватсона. Фуфелшмертц собирается перенести Биг-Бен к себе, в Денвилль, потому что у него портится зрение, а покупать большие часы ему лень. Чтобы Перри мог работать в Великобритании, ему в напарники дают агента 000 (аллюзия на Джеймса Бонда). |            | |                                     | |                  |                          |                                                   |         |
| 55 | 8          | «Не вздумай моргать» «Don't Even Blink»                                                                | Роберт Ф. Хьюз                      | Сюжет: Бобби Гэйлор и Дэн Повенмайр Сценарий: Антуан Гильбо и Ким Роберсон | 29 мая 2009      | 4 апреля 2009            | 9 мая 2010                                        | 205a    |
| Кендэс возбудила любопытство братьев и их друзей вопросом, куда все время пропадают их придумки, и они решили специально сделать большую карусель и следить за ней весь день, чтобы установить это. Фуфелшмертц создал Луч невидимости, чтобы сделать невидимыми приходящих с благотворительными товарами гёрлскаутов, и на всякий случай дополнил свой луч режимом уничтожения. |            | |                                     | |                  |                          |                                                   |         |
| 56 | 9          | «У утконоса» «Chez Platypus»                                                                           | Зак Монкриф                         | Сюжет: Йен Киркман и Джон Колтон Бэрри Сценарий: Антуан Гильбо и Ким Роберсон | 29 мая 2009      | 4 апреля 2009            | 9 мая 2010                                        | 205b    |
| Братьям не нравятся рестораны, где завтрак слишком мал, и они решают построить собственное заведение. Кендэс наконец-то дождалась от Джереми приглашения на романтичное свидание. Доктор Фуфелшмертц изобрёл прибор, уничтожающий любовь, и он срабатывает в самый неподходящий момент, когда на свидании в ресторане он наконец-то нашел себе девушку, которая разделяла все его вкусы, даже любовь ко злу. |            | |                                     | |                  |                          |                                                   |         |
| 57 | 10         | «Перри снёс яйцо» «Perry Lays an Egg»                                                                  | Зак Монкриф                         | Сюжет: Майкл Райан Сценарий: Джо Арантио и Майк Рот | 22 мая 2009      | 11 апреля 2009           | 10 мая 2010                                       | 206a    |
| Братья захотели сделать самый солнечный день. Чтобы сделать такой день, надо забраться на дерево, но день оказался уже самым солнечным. Когда Финес и Ферб слезали с дерева, то случайно задели яйцо, которое укатилось под хвост Перри. Финес и Ферб решили, что Перри снёс яйцо, и хотели согреть его, и для этого они построили большую машину, но Кендэс, которая посмотрела фильм про опасности для молодых черепашек, замечает это и решает сама ухаживать за яйцом. Доктор Фуфелшмертц решает отомстить китам за то, что они увели у него девушку, и использует прибор, который позволяет говорить на китовом языке. |            | |                                     | |                  |                          |                                                   |         |
| 58 | 11         | «Реальная виртуальность» «Gaming the System»»                                                          | Зак Монкриф                         | Сюжет: Билл Мотц и Боб Рот Сценарий: Джо Арантио и Зак Монкриф | 22 мая 2009      | 11 апреля 2009           | 10 мая 2010                                       | 206b    |
| Братьям понравилась версия видеоигры, сделанная Бьюфордом, и они решили делать собственную, в которую можно вселить кого угодно. Кендэс готовится к свиданию с Джереми, и по случайности попадает в их игру, где фен становится её оружием. Последний уровень - в реальности, где босс имеет вид Бьюфорда. В это время доктор Фуфелшмертц, в отместку за свои детские унижения, создал «Платье-инатор», чтобы превратить в платья любую одежду. |            | |                                     | |                  |                          |                                                   |         |
| 59 | 12         | «Хроники Мипа» «The Chronicles of Meap»                                                                | Джефф «Болото» Марш, Роберт Ф. Хьюз | Сюжет: Джон Колтон Бэрри и Дэвид Шейн Сценарий: Джон Колтон Бэрри и Пьеро Пилузо | 19 июня 2009     | 18 июня 2009             | 15 мая 2010                                       | 207     |
| Финес и Ферб испытывают свой особый спортивный инвентарь для бейсбола. Кендис получает посылку с игрушкой Банго-Ру и со Стейси намерена отправиться в фан-клуб этих новых японских игрушек. В это же время братья сбивают инопланетный корабль. Из него появляется пришелец, который говорит только одно слово: «Мип». Кендэс принимает его за говорящую игрушку Банго-Ру. Фуфелшмертц изобрёл «Статический электрораспространителезатор», чтобы притянуть свой утерянный воздушный шарик — единственного друга детства. |            | |                                     | |                  |                          |                                                   |         |
| 60 | 13         | «Таддеус и Тор» «Thaddeus and Thor»                                                                    | Зак Монкриф                         | Сюжет: Дэвид Бандж и Ник Стэнтон Сценарий: Антуан Гильбо и Ким Роберсон | 3 июля 2009      | 15 июня 2009             | 16 мая 2010                                       | 208a    |
| К соседям Флинн-Флетчеров приезжают два изобретательных братца Таддеус и Тор со старшей сестрой Мэнди. Кендэс знакомится с Мэнди, они говорят о надоедливых братьях, начинается спор, кто круче, и Кендэс заставляет Финеса и Ферба соревноваться с соседями в строительстве форта. В это время проходит фамильный фестиваль Фуфелшмертцев, где присутствует и оставившая себе фамилию прежнего мужа Шарлин, и Хайнц хочет, используя «Ударятор−3000», одержать верх над своим братом Роджером в кикболе, где тот всегда был чемпионом. |            | |                                     | |                  |                          |                                                   |         |
| 61 | 14         | «Самолёт! Самолёт!» «De Plane! De Plane!»                                                              | Зак Монкриф                         | Сюжет: Дэвид Тейтельбаум Сценарий: Джо Арантиа и Майк Рот | 3 июля 2009      | 15 июня 2009             | 16 мая 2010                                       | 208b    |
| Финес и Ферб решили побить рекорд Говарда Хьюза на деревянный самолёт с самым большим размахом крыльев, и строят самолёт из газет и папье-маше. Фуфелшмертц соорудил «Выпаривателенатор», чтобы выпаривать воду из бассейнов, так как мама запрещала ему в детстве купаться. Кендэс и Стейси замечают около бассейна, что Джереми разговаривает с кузиной, и Кендэс принимает её за опасную соперницу. Но из-за «Выпаривателенатора» ей вместо демонстрации своего искусства прыжков в воду придётся кататься на скейтборде. |            | |                                     | |                  |                          |                                                   |         |
| 62 | 15         | «Твоя игра» «Let's Take a Quiz»                                                                        | Зак Монкриф                         | Сюжет: Дэвид Бандж и Ник Стэнтон Сценарий: Джо Арантиа и Майк Рот | 10 июля 2009     | 22 июня 2009             | 22 мая 2010                                       | 209a    |
| Кендэс узнает, что Джереми снялся в рекламе. Чтобы сравняться с ним в крутизне, Кендэс нужно тоже попасть на телевидение, и она решила участвовать в телеигре Финеса и Ферба. Доктор Фуфелшмертц попал в зависимость от телемагазинов и в отчаянии изобрёл «Сжигателенатор», чтобы уничтожить все телевышки в Триштатье. |            | |                                     | |                  |                          |                                                   |         |
| 63 | 16         | «Случай на мойке» «At the Car Wash»                                                                    | Роберт Ф. Хьюз                      | Сюжет: Мэй Чен Сценарий: Майкл Дидерих и Перри Зомболас | 10 июля 2009     | 22 июня 2009             | 22 мая 2010                                       | 209b    |
| Изабелла собирает деньги для спасения звездоносого крота. Братья собираются помочь ей и строят для этого автомойку, куда попадает Кендес во время попытки прижучить братьев. Стейси пытается убедить Кендэс, что она должна изобразить недотрогу для Джереми. Фуфелшмертц собирается раздувать горы из кротовин «Раздувать-горы-из-кротовых-нор-инатором». |            | |                                     | |                  |                          |                                                   |         |
| 64 | 17         | «А, вот ты где, Перри» «Oh, There You Are, Perry»                                                      | Роберт Ф. Хьюз                      | Сюжет: Джон Колтон Бэрри Сценарий: Алики Теофилопулос-Граффт и Антуан Гильбо | 24 июля 2009     | 11 июля 2009             | 23 мая 2010                                       | 210a    |
| Уровень опасности от Фуфелшмертца упал до статуса «незначительная угроза» и Перри переводят в Четырёхштатье для борьбы с Отрыгателем. Доктор Фуфелшмертц сначала идет Отрыгателю в ассистенты, но потом помогает Перри. Кендис с братьями, обеспокоенные длительным отсутствием утконоса, организуют его поиски, в ходе которых устраивают концерт на крыше. |            | |                                     | |                  |                          |                                                   |         |
| 65 | 18         | «Швейцарская семья Финеса» «Swiss Family Phineas»»                                                     | Зак Монкриф                         | Сюжет: Скотт Питерсон Сценарий: Шерм Коэн и Чонг Ли | 24 июля 2009     | 11 июля 2009             | 23 мая 2010                                       | 210b    |
| Флинн-Флетчеры решили покататься на яхте, а Перри оставляют с Балжитом. Их яхта попадает в шторм и садится на рифы, и пока отец чинит яхту, братья строят дом на острове. Фуфелшмертц взялся за бесплатную стирку, чтобы разорить прачечные во всем Триштатье и открыть на их месте институты зловедения. Балджиту пришлось пережить ужасный день, когда Перри убежал на борьбу со злом. Майор Монограмм, чтобы агент выполнил задание, заставил Карла притвориться мороженщиком. |            | |                                     | |                  |                          |                                                   |         |
| 66 | 19         | «Музыкальный клиптастический марафон Финеса и Ферба» «Phineas and Ferb's Musical Cliptastic Countdown» | Дэн Повенмайр                       | Сюжет: Джон Колтон Бэрри Сценарий: Скотт Питерсон | 16 октября 2009  | 12 октября 2009          | 29 мая 2010                                       | 211     |
| Эта серия представляет собой сборник десяти клипов из первого сезона. Она организована как музыкальное шоу и составлена по результатам голосований зрителей каналов Disney Channel и Disney XD, начатого 1 сентября 2009 года. Ведущие — Майор Монограмм и доктором Фуфелшмертц. Перед последней песней доктор Фуфелшмертц ставит на воспроизведение свою, которая должна загипнотизировать зрителей, но эффект от неё был перебит ещё более навязчивой мелодией песни Финеса и Ферба из серии «Звёзды на час», занявшей первое место. |            | |                                     | |                  |                          |                                                   |         |
| 67 | 20         | «Квантовый трип-хоп Финеса и Ферба» «Phineas and Ferb's Quantum Boogaloo»                              | Зак Монкриф                         | Сюжет: Скотт Питерсон Сценарий: Каз и Ким Роберсон | 25 сентября 2009 | 21 сентября 2009         | 30 мая 2010                                       | 212     |
| Финес и Ферб берут машину времени из музея и отправляются в будущее, за сплавом для «суперструктуры». В будущем они встречают семью Кендэс, чьи дети, Ксавье и Фред, все лето только и сидят под цифровым деревом, потому что все уже сделано. Финес и Ферб возвращаются, получив желаемое, в своё время. Кендэс из будущего замечает их и прижучивает братьев в прошлом в то время, когда они построили американские горки. Но в результате её вмешательства полиция впредь пресекает любую детскую инициативу, и будущее, куда она возвращается, встречает её диктатурой Фуфелшмертца. Кендэс из альтернативного будущего возвращается, останавливая другую будущую Кендэс, чтобы та не прижучила братьев. Кендэс из настоящего переносится в будущее и, показав себя постаревшей Линде, доказывает ей правдивость своих старых обвинений, но, поскольку братья уже выросли, ничего, кроме морального удовлетворения, это ей не приносит. |            | |                                     | |                  |                          |                                                   |         |
| 68 | 21         | «Прятки» «Hide and Seek»                                                                               | Зак Монкриф                         | Сюжет: Джон Колтон Бэрри Сценарий: Каз и Ким Роберсон | 31 июля 2009     | 18 июля 2009             | 5 июня 2010                                       | 213a    |
| Во время дождя Ирвинг предлагает сыграть в прятки, но дом слишком мал, поэтому Финес и Ферб используют уменьшитель. Но его забирает Кендис, и детям нужно теперь добраться до заветного прибора. Тем временем Фуфелшмертц запускает в дом Перри робота-шпиона, чтобы узнать его адрес. |            | |                                     | |                  |                          |                                                   |         |
| 69 | 22         | «Это тонущее чувство» «That Sinking Feeling»                                                           | Роберт Ф. Хьюз                      | Сюжет: Мэй Чен Сценарий: Алики Теофилопулос-Граффт и Антуан Гильбо | 31 июля 2009     | 18 июля 2009             | 5 июня 2010                                       | 213b    |
| К Балджиту приезжает его подружка, которая, как он говорит, «стала девчонкой». Финес и Ферб устроили им романтический круиз, полностью повторяя сценарий фильма «Титаник», вплоть до крушения, но оказалось, что это лишнее, и с выросшей подругой детства можно играть по-прежнему. Доктору Фуфелшмертцу досаждают гудки кораблей, из-за чего он собирается перенести маяк подальше от своего дома. |            | |                                     | |                  |                          |                                                   |         |
| 70 | 23         | «Балджитлс» «The Baljeatles»                                                                           | Роберт Ф. Хьюз                      | Сюжет: Скотт Питерсон Сценарий: Пьеро Пилузо и Джон Колтон Бэрри | 7 августа 2009   | 25 июля 2009             | 6 июня 2010                                       | 214a    |
| Балджит по ошибке записался на курсы рок-музыки и не представляет, как его играть, но благодаря Финесу и Фербу ему удается, выразив свои чувства досады на свою ошибку, с успехом выступить на итоговом концерте. Туда же приходят Кендэс вместе со Стейси. Кендэс беспокоит то, что Джереми не дает ей прозвища, а Стэйси захотела познакомиться с Колдрейном, приятелем Джереми и организатором концерта. Фуфелшмертц решил стать лидером всех малышей, передавая им стук своего сердца вместо материнского. |            | |                                     | |                  |                          |                                                   |         |
| 71 | 24         | «Ванессенсивный шопинг» «Vanessassary Roughness»                                                       | Роберт Ф. Хьюз                      | Сюжет: Скот Петерсон Сценарий: Майкл Дидерих и Перри Зомболас | 7 августа 2009   | 25 июля 2009             | 6 июня 2010                                       | 214b    |
| Ванесса стыдится ездить на заднем сиденье папиного мотороллера, но чтобы получить машину, ей надо доказать свою ответственность и добыть отцу вещество с фантастическими свойствами, «пиззазиум», перехватив его у других покупателей торгового центра. «Пиззазиум» нужен Бьюфорду и Балджиту для научной ярмарки, а Кендэс и Стейси хотят подарить его Джереми, приняв его за фонарь. Ванесса отправляется в погоню за «пиззазиумом» для отца, Перри пытается ей помешать, а влюблённый Ферб помогает Ванессе. |            | |                                     | |                  |                          |                                                   |         |
| 72 | 25         | «Больше никаких кроликов» «No More Bunny Business»                                                     | Зак Монкриф                         | Сюжет: Джон Колтон Бэрри Сценарий: Шерм Коэн и Чонг Ли | 14 августа 2009  | 1 августа 2009           | 12 июня 2010                                      | 215a    |
| Финесу и Фербу прислали рентгеновские очки, которые оказались имитацией, поэтому они решили сделать настоящие рентгеновские очки. Кендэс нашла кролика во дворе и взяла его себе. Фуфелшмертц старается с помощью кости-ракеты увести всех собак из города, но, хотя в это время Перри занят ловлей враждебного агента, которым оказывается найденный кролик, планы Фуфелшмертца успешно пресекает фикус в горшке. |            | |                                     | |                  |                          |                                                   |         |
| 73 | 26         | «Спа-день» «Spa Day»                                                                                   | Роберт Ф. Хьюз                      | Сюжет: Дженнифер Кин Сценарий: Алики Теофилопулос-Граффт и Антуан Гильбо | 14 августа 2009  | 1 августа 2009           | 12 июня 2010                                      | 215b    |
| Кендэс и Стейси хотели пойти в спа-салон на весь день, но по дороге встретились с Джереми и пошли с ним на благотворительную стройку. Доктор Фуфелшмертц нашёл очень милого кота на дороге, взял его к себе, но тот порвал его чертежи и запустил в ход все его пакостные изобретения. Финес и Ферб строят спа-салон во дворе. |            | |                                     | |                  |                          |                                                   |         |
| 74 | 27         | «Полёт на мыльном пузыре» «Bubble Boys»                                                                | Зак Монкриф                         | Сюжет: Мэй Чен Сценарий: Джей Джи Орантиа и Майк Рот | 30 октября 2009  | 17 октября 2009          | 13 июня 2010                                      | 216a    |
| Финес и Ферб решили полетать на мыльном пузыре. Изабелла с гёрлскаутами отправились на поиски сока маракасового дерева, который необходим для составления гигантского пузыря. В это время доктор Фуфелшмертц хочет всех поработить с помощью новой музыки — смеси «западной и кантри» музыки, которую он будет петь с помощью своего «Йодлинатора». Кендэс, чтобы прижучить братьев, устраивает погоню за их пузырем прямо во время урока вождения с мамой. |            | |                                     | |                  |                          |                                                   |         |
| 75 | 28         | «Изабелла и храм древесного сока» «Isabella and the Temple of Sap»                                     | Зак Монкриф                         | Сюжет: Мэй Чен Сценарий: Джей Джи Орантиа и Майк Рот | 30 октября 2009  | 17 октября 2009          | 13 июня 2010                                      | 216b    |
| Пока Финес и Ферб готовят прибор для полета на мыльном пузыре, Изабелла и остальные гёрлскауты добывают нужный для этого сок маракасового дерева. Скаутский отряд встречает Гуру Хиппи и получает от него «ключ мудрости», который должен помочь им найти сок в старом заброшенном «Старом заброшенном парке развлечений». Пёс Мизинчик, он же Агент Me (Ми), должен остановить профессора Бубенвотс, которая не может перейти к завоеванию мира до того, как не будет выглядеть идеально с помощью лака для волос, который остался лишь в том самом парке, куда направился отряд Изабеллы. |            | |                                     | |                  |                          |                                                   |         |
| 76 | 29         | «Выше нос, Кэндэс» «Cheer Up Candace»                                                                  | Роберт Ф. Хьюз                      | Сюжет: Мэй Чен Сценарий: Майкл Дидерих и Перри Зомболас | 13 ноября 2009   | 24 октября 2009          | 14 июня 2010                                      | 217a    |
| Кендэс ощущает себя подавленной после того, как Джереми отменяет свидание, Финес и Ферб пытаются ободрить сестру, меняя ей имидж и сделав машину свиданий. Тем временем доктор Фуфелшмертц создаёт клонов Перри, чтобы те устраивали пакости. |            | |                                     | |                  |                          |                                                   |         |
| 77 | 30         | «Отрыв по-гёрлскаутски» «Fireside Girl Jamboree»                                                       | Зак Монкриф                         | Сюжет: Дженнифер Кин Сценарий: Шерм Коэн и Чонг Ли | 13 ноября 2009   | 21 октября 2009          | 14 июня 2010                                      | 217b    |
| Для того, чтобы получить билеты на концерт Paisley Sideburn Brothers, Кендэс готова даже заработать 50 значков и стать гёрлскаутом, хоть ей это и не по возрасту. Финес и Ферб разрабатывают ей оптимальную трассу, по которой она сможет выполнить свою задачу. Доктора Фуфелшмертца злят кексы гёрлскаутов, от которых он не может отказаться и которые мешают ему набрать спортивную форму, и потому он делает -инатор, превращающий всё в брокколи. |            | |                                     | |                  |                          |                                                   |         |
| 78 | 31         | «Кодекс задиры» «The Bully Code»                                                                       | Зак Монкриф                         | Сюжет: Мартин Олсон Сценарий: Ким Роберсон и Каз | 20 ноября 2009   | 31 октября 2009          | 19 июня 2010                                      | 218a    |
| Балджит спасает жизнь Бьюфорду, и тот становится его слугой, ведь так велит «Кодекс задиры». Балджиту это надоедает, и он пытается избавиться от него. Финес и Ферб строят сооружение, с помощью которого Бьюфорд должен спасти Балджита и, таким образом, расквитаться с ним. В это время Кендес и Стейси притворяются работниками Жмот-Дога, чтобы стереть неудачные фотографии с телефона Джереми, и Бьюфорд спасает её вместо Балджита, но она не признает кодекс задир. Фуфелшмертц собирается отомстить курьеру по доставке мороженого, отдавившего ему ногу. |            | |                                     | |                  |                          |                                                   |         |
| 79 | 32         | «В поисках Мэри Макгаффин» «Finding Mary McGuffin»                                                     | Роберт Ф. Хьюз и Джей Лэндер        | Сюжет: Дженнифер Кин Сценарий: Алики Теофилопулос-Граффт и Антуан Гильбо | 20 ноября 2009   | 31 октября 2009          | 19 июня 2010                                      | 218b    |
| Финес и Ферб, вдохновлённые старыми детективными фильмами, решают поиграть в детективов. Лоренс продаёт Фуфелшмертцу куклу «Мэри Макгаффин», случайно попавшую в коробку для распродаж, и Кендэс просит братьев найти и вернуть её. Они нападают на след, но для Ванессы, которая давно уже мечтает не об игрушке, а об автомобиле, кукла, которую отец подарил ей через много лет поисков, оказалась так дорога, что она готова не только биться за неё с Кендэс, но даже отнять её у случайно получившей её маленькой девочки. Хайнца порадовала надежда, что дочь станет злой. |            | |                                     | |                  |                          |                                                   |         |
| 80 | 33         | «В чём же прикол?» «What Do It Do?»                                                                    | Роберт Ф. Хьюз и Джей Лэндер        | Сюжет: Мартин Олсон Джон Колтон Бэрри и Пьеро Пилузо | 15 января 2010   | 14 ноября 2009           | 20 июня 2010                                      | 219a    |
| Новая установка Фуфелшмертца падает во двор Флиннов-Флетчеров. Линда оказывается в положении Кендэс, когда пытается убедить занятого на лекции Лоренца, что у них во дворе странная гигантская штука, а Финес и Ферб пытаются разобраться, зачем она нужна. Проведя инженерный анализ, они сделали её копию и устраивают испытания. |            | |                                     | |                  |                          |                                                   |         |
| 81 | 34         | «Атлантида» «Atlantis»                                                                                 | Зак Монкриф                         | Сюжет: Дженнифер Кин Сценарий: Ким Роберсон и Каз | 15 января 2010   | 14 ноября 2009           | 20 июня 2010                                      | 219b    |
| Финес, Ферб и их друзья отправляются искать Атлантиду. Джереми оказывается судьёй на соревнованиях по строительству замков из песка, в котором Кендэс участвует вместе с мамой. В это время доктор Фуфелшмертц хочет создать себе помощников для завоевания Триштатья, оживив растения. |            | |                                     | |                  |                          |                                                   |         |
| 82 | 35         | «Скажите «кесо»!» «Picture This»                                                                       | Роберт Ф. Хьюз и Джей Лэндер        | Сюжет: Мартин Олсон Сценарий: Майкл Дидерих и Каз | 4 декабря 2009   | 7 ноября 2009            | 26 июня 2010                                      | 220a    |
| Финес и Ферб ищут старый скейт Ферба, но оказалось, что Ферб забыл его в Британии. Братья сооружают фотопереносчик, который переносит вещи, изображенные на фотографии, на место, где стоит фотоперносчик, и Кендэс решает его использовать, чтобы вернуть маму с мексикано-еврейского фестиваля домой и прижучить братьев. В это время доктор Фуфелшмертц использовал «Мим-инатор», чтобы отомстить за пантомиму на него. |            | |                                     | |                  |                          |                                                   |         |
| 83 | 36         | «Танцы до тошноты» «Nerdy Dancin»                                                                      | Зак Монкриф                         | Сюжет: Мэй Чен Сценарий: Джей Джи Орантиа и Перри Зомболас | 4 декабря 2009   | 7 ноября 2009            | 26 июня 2010                                      | 220b    |
| Кендэс желает участвовать в шоу «Танцуй, пока не стошнит» на национальном телевидении с Джереми, но Джереми боится, что не соответствует требуемому уровню. Финес дает Джереми одеть экзоскелет, который повторяет все движения Ферба. Фуфелшмертц предлагает ассоциации злобных учёных объединиться в «Лигу Юродивых Борцов, Одержимых Властью Над Интеллектом Человека Коварными Изобретениями» («ЛЮБОВНИЧКИ»), но им нужна реклама в средствах массовой информации, поэтому они отправляются на танцевальный марафон. |            | |                                     | |                  |                          |                                                   |         |
| 84 | 37         | «Я был роботом в самом расцвете сил» «I Was a Middle Aged Robot»                                       | Зак Монкриф                         | Сюжет: Мартин Олсон Сценарий: Шерм Коэн и Чонг Ли | 26 февраля 2010  | 13 февраля 2010          | 27 июня 2010                                      | 221a    |
| Кендэс тренируется, чтобы выиграть состязания отцов и детей. Финес и Ферб организовывают поддержку Кендес. Папа попадает в один из секретных тоннелей «ОБКА» и узнает, что Перри — секретный агент. По неосторожности он стирает себе память на 99 %. Карл предусмотрел такой случай, и пока Лоренцу восстанавливают память, вместо него вместе с Кендэс будет соревноваться робот под управлением Перри. |            | |                                     | |                  |                          |                                                   |         |
| 85 | 38         | «Внезапная Сьюзи» «Suddenly Suzy»                                                                      | Роберт Ф. Хьюз и Джей Лэндер        | Сюжет: Мартин Олсон и Мэй Чен Сценарий: Алики Теофилопулос-Граффт и Антуан Гильбо | 26 февраля 2010  | 13 февраля 2010          | 27 июня 2010                                      | 221b    |
| Финес и Ферб создают копию Ниагарского водопада и планируют скатиться с него. Джереми оставляет Сьюзи с Кендэс. Сьюзи объясняет Кендэс, что издевается над ней только в присутствии Джереми, чтобы тот любил только её, свою сестру, и учит её, как с помощью психологического манипулирования заставить братьев прижучить самих себя. Фуфелшмертц конструирует «Углеродный след-инатор», и оставить гигантские углеродные следы по всему Триштатью. |            | |                                     | |                  |                          |                                                   |         |
| 86 | 39         | «Рождественские канникулы» «Phineas and Ferb Christmas Vacation»                                       | Зак Монкриф                         | Сюжет: Джон Колтон Бэрри и Скотт Питерсон Сценарий: Джон Колтон Бэрри и Пьеро Пилузо | 11 декабря 2009  | 7 декабря 2009           | 3 июля 2010                                       | 222     |
| Кендэс озабочена идеальным подарком для Джереми. Финес и Ферб катаются на турбовинтовых санях. Они доказывают сестре, что Санта-Клаус существует. Братья строят дом отдыха для него, а также намерены превратить весь город в благодарственную открытку Санте. Фуфелшмертц досадует, что ему приятно Рождество, потому что он должен строить козни против Рождества по имиджевым соображениям, но никак не может придумать повод для этого. К нему приходят поздравляющие, но он не желает поддаваться. Благодаря -инатору Фуфелшмертца весь Дэнвиль отмечен у Санты, как город непослушных. Финес предлагает послать на Северный полюс сообщение Санта-Клаусу и объясниться, и к ним приходят эльфы Санты. Финес, Ферб, Кендэс, эльфы и их друзья развозят подарки по всему городу. |            | |                                     | |                  |                          |                                                   |         |
| 87 | 40         | «Карл под прикрытием» «Undercover Carl»                                                                | Зак Монкриф                         | Сюжет: Мэй Чен и Мартин Олсон Сценарий: Чонг Ли и Шерм Коэн | 5 марта 2010     | 13 февраля 2010          | 4 июля 2010                                       | 223a    |
| Финесу не нравится абсолютность Закона гравитации, и он собирается построить антигравитационную смехопушку. Хайнц скачивает схему этой пушки в интернете на сайте Финеса и Ферба. Карлу для успешной аттестации не хватает инициативы, и ошибочно вычисляет сотрудничество Финеса и Фуфелшмертца. Монограм отправляет Карла остановить братьев и доктора. Ему нужно прикинуться новым соседом и войти в доверие к ним. Чтобы им не помешал Перри, его заставляют искать агента Гарри Гусака. |            | |                                     | |                  |                          |                                                   |         |
| 88 | 41         | «Гип-гип парад» «Hip Hip Parade»                                                                       | Роберт Ф. Хьюз и Зак Монкриф        | Сюжет: Мэй Чен Сценарий: Джей Джи Орантиа и Перри Зомболас | 5 марта 2010     | 13 февраля 2010          | 4 июля 2010                                       | 223b    |
| Балджит сообщает братьям, что сегодня день объединения Триштатья, и они решают принять участие в параде. Но Бьюфорд с другом намерены помешать параду, потому что его предок был противником объединения. Кендэс дает клятву не зацикливаться на поведении братьев и провести день с мамой. Доктор Фуфелшмертц сделал «Дубли-8-инатор», чтобы увеличить число машин в Дэнвилле в 8 раз и превратить город в огромную пробку. |            | |                                     | |                  |                          |                                                   |         |
| 89 | 42         | «Прогулка сквозь стены» «Just Passing Through»                                                         | Зак Монкриф                         | Сюжет: Мартин Олсон Сценарий: Эдгар Аралетян и Ким Роберсон | 12 февраля 2010  | 6 февраля 2010           | 10 июля 2010                                      | 224a    |
| У Линды медиатор укатывается под стену, поэтому Финес и Ферб решили сделать машину, с помощью которой можно пройти сквозь стены. В это время Лоренц проводит аукцион антикварных паровых катков, а доктор Фуфелшмертц хочет уничтожить скульптуру своего брата. |            | |                                     | |                  |                          |                                                   |         |
| 90 | 43         | «Звёздный час Кэндэс» «Candace's Big Day»                                                              | Роберт Ф. Хьюз и Джей Лендер        | Сюжет: Дженнифер Кин Сценарий: Алики Теофилопулос-Граффт и Антуан Гильбо | 12 февраля 2010  | 6 февраля 2010           | 10 июля 2010                                      | 224b    |
| Кендэс, по обещанию, устраивает свадьбу своих родственников, Финес и Ферб хотят ей помочь. Всё получается не так, как рассчитано, но жених и невеста все равно довольны. В это время доктор Фуфелшмертц хочет, чтобы вся пища стала вредной и весь город растолстел из-за его изобретения. |            | |                                     | |                  |                          |                                                   |         |
| 91 | 44         | «Вторжение Фербшельцев» «Invasion of the Ferb Snatchers»                                               | Зак Монкриф                         | Сюжет: Дженнифер Кин и Мартин Олсон Сценарий: Джей Джи Орантиа и Перри Зомболас | 16 апреля 2010   | 20 февраля 2010          | 11 июля 2010                                      | 225a    |
| Кендэс насмотрелась фильмов о пришельцах и начала считать, что Ферб — пришелец. Финес и Ферб в это время помогают реальному пришельцу починить его корабль, пока он прячется под видом Линды. В это время доктор Фуфелшмертц распродаёт свои старые Инаторы, и один из них за секунду складывает вещи в маленькую коробку. |            | |                                     | |                  |                          |                                                   |         |
| 92 | 45         | «Недетский аттракцион» «Ain't No Kiddie Ride»                                                          | Зак Монкриф                         | Сюжет: Дженнифер Кин и Мартин Олсон Сценарий: Шерм Коэн и Чонг Ли | 16 апреля 2010   | 20 февраля 2010          | 11 июля 2010                                      | 225b    |
| Аттракционы около супермаркета должны были унести, поэтому Финес и Ферб решили их усовершенствовать. В это время доктор Фуфелшмертц решил с помощью кучи аэрозольных баллонов выжечь своё имя на Дэнвилле, но они оказались не повреждающими озоновый слой. |            | |                                     | |                  |                          |                                                   |         |
| 93 | 46         | «Волшебник страны Курьёзз» «Wizard of Odd»                                                             | Роберт Ф. Хьюз и Джей Лендер        | Сюжет: Скотт Петерсон Сценарий: Майкл Дидерих и Каз | 24 сентября 2010 | 24 ноября 2010           | 17 июля 2010                                      | 226     |
| Когда Финес и Ферб мыли дом, Кендэс потеряла сознание, и ей приснилось, что она - в стране Курьёзз. |            | |                                     | |                  |                          |                                                   |         |
| 94 | 47         | «Птиц» «The Beak»                                                                                      | Джефф «Болото» Марш, Джей Лендер    | Сюжет: Скотт Петерсон Сценарий: Джон Колтон Бэрри и Пьеро Пилузо | 12 марта 2010    | 8 марта 2010             | 18 июля 2010                                      | 227     |
| Финес и Ферб создали костюм супергероя, чтобы пройти построенную ими смертельную полосу препятствий для скейтборда. При испытании костюма они успевают спасти Балджита. Изабелла замечает его, пишет о нём заметку в газету и называет его Птицем. Кака Пук-Пук решает, что появление супергероя — самый подходящий момент, чтобы стать суперзлодеем и испортить людям день, и на своем роботе начинает разрушать город. Фуфелшмертц дезинформирует Триштатье о захвате власти, но Роджеру это выгодно, чтобы спихнуть на него ответственность в сложный момент. Кендэс догадывается, что «Птиц» — это Финес и Ферб, и решает изобразить суперзлодея по прозвищу «Жирафище», чтобы разоблачить братьев перед мамой. |            | |                                     | |                  |                          |                                                   |         |
| 95 | 48         | «Без Финеса и Ферба» «Not Phineas and Ferb»                                                            | Зак Монкриф                         | Сюжет: Мартин Олсон Сценарий: Ким Роберсон и Каз | 14 мая 2010      | 27 февраля 2010          | 24 июля 2010                                      | 228a    |
| Финес и Ферб идут на фестиваль фильмов «Космодрама». Ирвинг хочет доказать старшему брату Альберту способности Финеса и Ферба, но так как Финес и Ферб в кинотеатре, Ирвинг переодевает Балджита и Бьюфорда в Финеса и Ферба и ставит голограмму Эйфелевой башни, которую Финес и Ферб когда-то сделали. В это время доктор Фуфелшмертц крадёт все достопримечательности мира для своей детской железной дороги, уменьшая их своим «Уменьшинатором». |            | |                                     | |                  |                          |                                                   |         |
| 96 | 49         | «Охотники на Финеса и Ферба» «Phineas and Ferb Busters»                                                | Джей Лендер                         | Сюжет: Скотт Питерсон Сценарий: Алики Теофилопулос-Граффт и Антуан Гильбо | 14 мая 2010      | 27 февраля 2010          | 24 июля 2010                                      | 228b    |
| Кендэс, чтобы прижучить своих братьев, по совету Изабеллы организует команду со Стейси и Дженни и обучает их. Финес и Ферб делают экстремальный вариант игры «Вращающиеся фишки смерти», а Бьюфорд хулиганит с источником её питания и выводит из строя все электроприборы в городе. Фуфелшмертц запланировал найти Норму более дешёвую и разрушительную замену, но вскоре только Норм, работающий от белки в колесе, сможет спасти его самого. |            | |                                     | |                  |                          |                                                   |         |
| 97 | 50         | «Говорящие с ящером» «The Lizard Whisperer»                                                            | Зак Монкриф                         | Сюжет: Мей Чен, Дженнифер КинИ Мартин Олсон Сценарий: Шерм Коэн и Чонг Ли | 11 июня 2010     | 6 марта 2010             | 25 июля 2010                                      | 229a    |
| Финес и Ферб сделали большой автомат по производству замороженного йогурта. У них во дворе появляется хамелеон, которого они назвали Стивом. Фуфелшмертц скупает музыкальные инструменты и звуковую аппаратуру. Джереми Джонсон учит Фуфелшмертца и Монограмма игре на гитаре. Оказывается, Хайнцу нужно сыграть расшифрованную им в древних текстах мелодию для вызова инопланетян. Когда Стив из-за приборов Фуфелшмертца увеличился и ушёл, Финес, Ферб и Изабелла ищут его. |            | |                                     | |                  |                          |                                                   |         |
| 98 | 51         | «Роботородео» «Robot Rodeo»                                                                            | Джей Лендер                         | Сюжет:Мэй Чен Сценарий: Каз Джо Орантиа | 11 июня 2010     | 6 марта 2010             | 25 июля 2010                                      | 225b    |
| Финес и Ферб построили роботородео. Мама Стейси не хочет, чтобы Стейси и Кендэс шли на концерт вместе, потому что она считает Кендэс рассеянной, тогда Кендэс решила притвориться, что ей плевать на то, что делают Финес и Ферб, но не смогла, и мать Стейси положительно оценила её целеустремленность. В ассоциации злобных гениев проводится крупное собрание. Посланные агенты не вернулись с задания, но Фуфелшмертц устраивает им побег, чтобы те уничтожили изделия его конкурентов в конкурсе на лучший -инатор. |            | |                                     | |                  |                          |                                                   |         |
| 99 | 52         | «Секрет успеха» «The Secret of Success»                                                                | Зак Монкриф                         | Сюжет: Мэй Чен и Дженнифер Кин Сценарий: Ким Роберсон и Каз | 8 октября 2010   | 30 октября 2010          | 31 июля 2010                                      | 230a    |
| Стейси берет с собой Кендэс на семинар лидерства. Финес и Ферб сделали вседорожный вездеход, но мама, узнав, что несовершеннолетняя Кендэс одна водила машину, наказывает её, не слушая дальше. Кендэс хотела использовать секреты успеха, но Стейси, встретившая Колдрейна, все забыла. В это время доктор Фуфелшмертц создаёт «Прерывателенатор», который прерывает все передачи, чтобы Хайнцу присылали деньги в «Телемарафон зла». |            | |                                     | |                  |                          |                                                   |         |
| 100 | 53         | «Фуфельная сторона Луны» «The Doof Side of the Moon»                                                   | Джей Лендер                         | Сюжет: Джон Колтон Бэрри и Мартин Олсон Сценарий: Эдгар Аралетян и Берни Петерсон | 8 октября 2010   | 30 октября 2010          | 31 июля 2010                                      | 230b    |
| Финес и Ферб сделали самое высокое здание в мире, крыша которого застряла в Луне. Кендэс просит Альберта, брата Ирвинга, помочь прижучить братьев, и тот дает «слово ботана». Фуфелшмертц, изучив график зла, огорчился, что часть зла исходит не от него, и чтобы это исправить, решает повернуть Луну к Земле другой, тёмной стороной. |            | |                                     | |                  |                          |                                                   |         |
| 101 | 54         | «Она — мэр» «She's the Mayor»                                                                          | Зак Монкриф                         | Сюжет: Дженнифер Кин и Мартин Олсон Сценарий: Майкл Дидерих и Перри Зомболас | 30 июля 2010     | 14 июня 2010             | 1 августа 2010                                    | 231a    |
| Роджер Фуфелшмертц сделал Кендэс мэром на один день за лучшее сочинение на тему «Лучший мэр дня». Её помощницей становится Стейси. Финес и Ферб создали город первопроходцев во дворе, и обладая властью, Кендэс ничего не стоит их прищучить. В это время доктор Фуфелшмертц со своим братом играют в гольф. Чтобы быстрее отмучиться, Хайнц ускоряет время с помощью нового изобретения, но оно из-за перегрузки переносит их в альтернативное время, где мэром одного дня становится вовсе не Кендэс. |            | |                                     | |                  |                          |                                                   |         |
| 102 | 55         | «Лимонадный киоск» «The Lemonade Stand»                                                                | Джей Лендер                         | Сюжет: Мэй Чен Сценарий: Алики Теофилопулос-Граффт и Антуан Гильбо | 30 июля 2010     | 14 июня 2010             | 1 августа 2010                                    | 231b    |
| Кендэс ссорится со Стейси из-за своего постоянного желания прижучить братьев. Финес и Ферб организуют производство лимонада, ставшего популярным, и ставят лимонадные киоски по всему городу. В это время доктор Фуфелшмертц разбрасывает по всему Дэнвилю острую, как бритва, бумагу, чтобы все покупали его пластыри от порезов, и этим останавливает работу лимонадных киосков. Встав перед выбором — поскорее прижучить братьев или вернуть дружбу Стейси, Кендэс не успевает показать маме вывески заведений Финеса и Ферба. |            | |                                     | |                  |                          |                                                   |         |
| 103 | 56         | «Вот это мы называем лабиринт» «We Call it Maze»                                                       | Зак Монкриф                         | Сюжет: Дженнифер Кин Сценарий: Берни Питерсон и Чонг Ли | 1 октября 2010   | 23 октября 2010          | 15 января 2011                                    | 232a    |
| Финес и Ферб строят многоэтажный лабиринт, в котором соревнуются две команды, девочки и мальчики. В глазах младшей сестры Изабеллы, Мелиссы, Кендэс лучший гёрлскаут, которую журнал для гёрл-скаутов поместил на обложку. Они идут преодолевать лабиринт, и Кендэс приходится сознаться, что она жульничала, когда получила 50 значков. В это время доктор Фуфелшмертц хочет сделал «Наклон-инатор», чтобы наклонять и выпрямлять здания и привлекать туристов. |            | |                                     | |                  |                          |                                                   |         |
| 104 | 57         | «Знакомьтесь: Макс Модем» «Ladies and Gentlemen: Meet Max Modem!»                                      | Джей Лендер                         | Сюжет: Скотт Питерсон Сценарий: Джей Джи Орантиа и Каз | 1 октября 2010   | 23 октября 2010          | 15 января 2011                                    | 232b    |
| Кендэс узнает, что её мама была поп-звездой Линданой. Её приглашают на шоу «Звезды 80-х», и Лоренца это начинает беспокоить. Тогда Финес и Ферб делают из него бывшую поп-звезду 80-х Макса Модема. Фуфелшмертц вновь собирается захватить власть в Триштатье, на этот раз с помощью «Пришельцы-инатора», создающего голограммы с изображением пришельцев. |            | |                                     | |                  |                          |                                                   |         |
| 105 | 58         | «Одного боя ягода» «Nerds of a Feather»                                                                | Джей Лендер                         | Сюжет: Джон Колтон Бэрри Сценарий: Джон Колтон Бэрри и Пьеро Пилузо | 27 августа 2010  | 16 августа 2010          | 16 января 2011                                    | 233     |
| Финес и Ферб готовятся к слёту любителей фантастики, где будет известный мастер спецэффектов Клайв Аддисон. Между фанатами фантастики и фэнтэзи под руководством Балджита и Бьюфорда назревает конфликт, Финеса уводят на слет поклонников «Космической Одиссеи», разлучая с Фербом. Финес и Ферб берутся стать посредником между финками и спиками, используя своё голографическое устройство для спецэффектов. Фуфелшмертц на слёте предлагает кинопродюсерам сценарий экшн-фильма с участием себя, Пэрри и мэра-оборотня. Кендэс на слете прячется под костюмом Ути Момо, чтобы её не засмеяли за интерес к детской игрушке, но, увидев голограмму Финеса и Ферба, вмешивается в бой фанатов и раскрывает своё инкогнито перед Джереми и его страшной сестрой Сьюзи, обожающей Утю Момо. |            | |                                     | |                  |                          |                                                   |         |
| 106 | 59         | «Гавайские каникулы» «Phineas and Ferb Hawaiian Vacation»                                              | Зак Монкриф                         | Сюжет: Дженнифер Кин (1 и 2 часть) и Мэй Чен (2 часть) Сценарий: Каз и Ким Роберсон (1 часть) и Майкл Дидерих и Перри Зомболас (2 часть)                                                                                | 9 июля 2010      | 12 июля 2010             | 22 января 2011                                    | 234     |
| 1 часть: Флинн-Флетчеры отправились отдыхать на Гавайи. Финес и Ферб покупают и увеличивают порпримов с помощью эликсира роста. Менеджер отеля запрещает Кендэс прижучивать братьев и хочет сделать это сам. В это время доктор Фуфелшмертц создал деэволюционатор, чтобы превратить всех в первобытных существ. 2 часть: Кендэс находит талисман удачи, который приносит ей только неудачи, и который всё время возвращается к ней. Оказывается, его нужно бросить в жерло вулкана на острове Чозакучахлама. Финес и Ферб помогают ей, и оказывается, что этот талисман — купон на скидку в расположенном там ресторане. В это время доктор Фуфелшмертц пытается ужиться с Перри на острове. |            | |                                     | |                  |                          |                                                   |         |
| 107 | 60         | «Раздвоение личности» «Split Personality»                                                              | Джей Лендер                         | Сюжет: Скотт Питерсон, Дженнифер Кин и Лэнс Лекомпт Сценарий: Алики Теофилопулос-Граффт и Антуан Гильбо | 29 октября 2010  | 6 ноября 2010            | 23 января 2011                                    | 235a    |
| Финес и Ферб сделали молекулярный разделитель, который разделил Кендэс на две части: одна любит Джереми, другая хочет только прижучить братьев. Фуфелшмертц должен преодолеть детский страх прыжков с вышки, из-за которого от него отказался отец, и для этого изобрёл «Отвернись-инатор». |            | |                                     | |                  |                          |                                                   |         |
| 108 | 61         | «Утечка мозгов» «Brain Drain»                                                                          | Джей Лендер                         | Сюжет: Мартин Олсон Сценарий: Джей Джи Орантиа и Каз | 29 октября 2010  | 6 ноября 2010            | 23 января 2011                                    | 235b    |
| Заболевшие Финес и Ферб и их друзья играют по локальной сети, а доктор Фуфелшмертц делает аппарат, способный управлять чужими движениями, и подчиняет Перри. В результате случайного пересечения игры друзей Финеса и Ферба с управлением прибора Фуфелшмертца, Перри освобождается, а Хайнц становится звездой контр-культурной вечеринки, которую Ванесса с друзьями устроили на свалке. |            | |                                     | |                  |                          |                                                   |         |
| 109 | 62         | «Поиграем» «Make Play»                                                                                 | Зак Монкриф                         | Сюжет: Мэй Чен Сценарий: Берни Питерсон и Эдгар Аралетян | 11 февраля 2011  | 7 марта 2011             | 29 января 2011                                    | 236a    |
| Отец рассказывает Финесу и Фербу, как работает музыкальный автомат 50-х годов. Братья решают создать свой. В Дэнвилль приезжает принцесса Бальдегунда из Друссельштейна, чтобы вручить мэру награду «Человек года» во время открытия Дома оперы. Кендэс и принцесса меняются местами на полдня. Хайнц сделал «Суперкоготь-инатор», чтобы украсть Дом оперы. |            | |                                     | |                  |                          |                                                   |         |
| 110 | 63         | «Кендэс наказана» «Candace Gets Busted»                                                                | Зак Монкриф                         | Сюжет: Скотт Питерсон Сценарий: Ким Роберсон и Каз | 11 февраля 2011  | 7 марта 2011             | 29 января 2011                                    | 236b    |
| Лоренс и Линда уходят на весь вечер и запрещают Кендэс устраивать шумные вечеринки. Кендэс приглашает нескольких друзей. Но любая активность в их доме привлекают внимание, ведь это дом Финеса и Ферба. Кендэс не удается справиться со всё новыми и новыми гостями, которые шумно веселятся, решив, что у неё вечеринка, и срочно вернувшаяся домой Линда наказывает её. |            | |                                     | |                  |                          |                                                   |         |
| 111 | 64         | «Лето — твоя пора!» «Phineas and Ferb: Summer Belongs to You!»                                         | Роберт Ф. Хьюз Дэн Повенмайр        | Сюжет: Дэн Повенмайр и Джефф «Болото» Марш Сценарий: Дэн Повенмайр, Роберт Ф. Хьюз, Кайл Менке, Ким Роберсон, Майкл Дидерих, Алики Теофилопулос-Граффт, Антуан Гильбо, Каз, Джей Джи Орантиа, Майк Рот и Перри Зомболас | 6 августа 2010   | 2 августа 2011           | 30 января 2011 (Часть 1) 5 февраля 2011 (Часть 2) | 237 238 |
| В день летнего солнцестояния Финес и Ферб со своими друзьями решили продлить свой день на сутки, облетев Землю вслед за солнцем на «Светолёте — 3000». Бьюфорд спорит, что это им не удастся. Линда и Лоуренс уезжают на выходные, оставив Кендэс за старшую, но она надеется встретить Джереми в Париже и поэтому решила лететь с братьями. В пути они встречают кузин Стейси в Японии и дядю Балджита в Гималаях, видят живой купальный костюм Климпалун. Ванесса едет с отцом в Токио, но её злит, что он даже в отпуске не оставляет работу: с ним в багаже похищенный майор Монограмм, которого он хочет скомпрометировать перед съездом хороших парней. Упав с телебашни на «Светолёт» Финеса и Ферба, Ванесса присоединяется к их путешествию. Обеспокоенный Фуфелшмертц вместе с Перри и Монограммом летит за ней. Финес и Ферб делают остановку в Париже, «городе любви». Изабелла гуляет с Финесом, но тот думает только о ремонте, Ванесса говорит с Фербом о своем отце и решает помириться с ним прежде чем Ферб успевает объясниться ей в любви, а Кендэс сначала ревнует Джереми, но, случайно встретив его перед отлётом второй раз, узнает, что тот её любит и считает своей девушкой. В конце путешествия Бьюфорд возвращает друзьям отобранные у них велосипеды, позволив им вернуться домой вовремя и выиграть спор против себя. |            | |                                     | |                  |                          |                                                   |         |
| 112 | 65         | «Американские горки: Мюзикл!» «Rollercoaster: The Musical!»                                            | Роберт Ф. Хьюз Дэн Повенмайр        | Сюжет: Дэн Повенмайр и Джефф «Болото» Марш Написали сценарий: Мэй Чен, Дженнифер Кин, Мартин Олсон и Скотт Питерсон Сценарий: Флэммэрайн Феррера, Венди Гриб, Роберт Ф. Хьюз, Крис Хедрик и Чонг Ли                     | 29 января 2011   | 7 февраля 2011           | 1 мая 2011                                        | 239     |
| Финес и Ферб вспоминают первый день лета, когда они построили американские горки. Теперь они решили сделать это в виде мюзикла. В это время доктор Фуфелшмертц решил повторить свою затею по притягиванию обернутого фольгой восточного побережья, и всё сопутствующие ему события тоже повторяются. |            | |                                     | |                  |                          |                                                   |         |